# Língua mohawk
A língua mohawk é uma das línguas Iroquesas atualmente falada por cerca de 3 500 pessoas da nação Mohawk, localizadas principalmente no Canadá (sul de Ontário e Quebec), a Confederação Haudenosaunee e, em menor medida, nos Estados Unidos (oeste e norte de Nova York). A palavra "Mohawk" é um exônimo. Na língua mohawk, as pessoas dizem que são de Kanienʼkehá꞉ka que significa "Povo da Nação Flint".
Os mohawks eram comerciantes extremamente ricos, já que outras nações de sua confederação precisavam de sua pederneira para a fabricação de ferramentas.